# Sergio Puyol
Tito Sergio Puyol Carreño (Santiago, 18 de agosto de 1937) es un político chileno, exmilitante del Partido Demócrata Cristiano (DC). Se desempeñó como alcalde de Macul, comuna de la Región Metropolitana de Santiago, entre 1990 y 2016. Desde 2024 es concejal por la misma comuna.

## Biografía

### Vida política
Su carrera política comienza en los años 1950 cuando como funcionario de la Municipalidad de Ñuñoa logra ser electo presidente de los funcionarios de esa casa consistorial, al poco tiempo alcanza las mismas responsabilidades pero a nivel provincial.
En las elecciones municipales de 1967 logra ser electo Regidor (Concejal) de Ñuñoa. La gestión de Puyol como Regidor elevó su nivel de popularidad en la comuna, situación que lo llevó a convertirse en alcalde en las elecciones municipales de 1971. Se mantuvo en su cargo hasta el golpe de Estado de 1973 cuando fue separado de sus funciones por la dictadura militar, gobierno que además en 1981 dividió la comuna en tres: Macul, Peñalolén y Ñuñoa.
Con el retorno a la democracia es nombrado en 1990 alcalde de Macul por el presidente Patricio Aylwin. En 1992 (las primeras elecciones municipales democráticas desde 1971) decide presentarse al cargo de alcalde de Macul donde resulta elegido con un 25,41% de las preferencias sobre otros 29 candidatos. Es en esta comuna donde Sergio Puyol realiza su carrera política más reciente. En las sucesivas elecciones ha sido reelecto como alcalde aumentado su nivel de apoyo ciudadano. Fue reelecto en las elecciones de 1996, 2000, 2004, 2008 y 2012. En las elecciones de 2016, frente a los distintos cuestionamientos a su gestión, tales como la venta irregular de 15 terrenos licitados y cedidos a Gladys González, dueña de las parrilladas "Donde la Cuca", a un valor de 1648 millones, donde sin embargo, con el cambio de uso de suelo la empresaria debería haber pagado alrededor de $19.776 millones, no logra salir reelecto tras 26 años en el cargo, al perder la votación contra el candidato independiente Gonzalo Montoya.
El 3 de diciembre de 2021, y en calidad de militante de la Democracia Cristiana (DC), hizo pública su decisión de apoyar a José Antonio Kast tras el respaldo que el entonces también militante Adolfo Zaldívar Palma diera al candidato de derecha, contrario al apoyo que el partido le había dado a Gabriel Boric.En consecuencia fue expulsado de la DC por el Tribunal supremo en 2022.
En 2024, se postuló como candidato a concejal independiente en un cupo del partido Republicano por la misma comuna de Macul, siendo electo con un 6,06% de los votos.

### Irregularidades
El 20 de agosto de 2009, la Municipalidad de Macul firma un convenio con Dibam por $1.058.283.107 para construir, habilitar y equipar una biblioteca para Macul a la fecha no existen ni siquiera los cimientos de la obra. 

## Historial electoral

### Elecciones municipales de 1992
- Elecciones municipales de 1992, para la alcaldía y concejo municipal de Macul[12]

(Se consideran solo candidatos con sobre el 1,5 % de los votos)
| Candidato                   | Pacto                          | Partido | Votos  | %     | Resultado |
| --------------------------- | ------------------------------ | ------- | ------ | ----- | --------- |
| Sergio Puyol Carreño        | Concertación por la Democracia | PDC     | 15 633 | 25,41 | Alcalde   |
| Carlos Herrera Ferrada      | Concertación por la Democracia | PPD     | 5567   | 9,05  | Concejal  |
| Carmen Calderón Porras      | Concertación por la Democracia | PDC     | 4615   | 7,50  | Concejal  |
| José Pedro Weinstein Mendel | Participación y Progreso       | UDI     | 4317   | 7,02  | Concejal  |
| Mario Aguilar Arévalo       | Concertación por la Democracia | AHV     | 4176   | 6,79  | Concejal  |
| Claudio Fonseca Obando      | Concertación por la Democracia | PS      | 2903   | 4,72  |           |
| José Daroch Martínez        | Unión de Centro Centro         | UCC     | 2684   | 4,36  |           |
| Mario Quintana Moya         | Participación y Progreso       | RN      | 2466   | 4,01  | Concejal  |
| Joana Fernández González    | Participación y Progreso       | RN      | 2342   | 3,81  |           |
| Fernando Alba Dodds         | Participación y Progreso       | UDI     | 2093   | 3,40  |           |
| Juan Chamorro Blanco        | Concertación por la Democracia | PDC     | 1888   | 3,07  |           |
| Adriana Sepúlveda Ávila     | Concertación por la Democracia | PPD     | 1808   | 2,94  |           |
| Patricia Ellies Santander   | Participación y Progreso       | UDI     | 1483   | 2,41  |           |
| Luis Pizarro Rojas          | Partido Comunista              | PC      | 1247   | 2,03  |           |
| Bexie Carrillo Cornejo      | Participación y Progreso       | UDI     | 969    | 1,57  |           |
| Augusto Contreras Castro    | Unión de Centro Centro         | UCC     | 965    | 1,57  |           |
| Federico Muñoz Rojas        | Concertación por la Democracia | PR      | 922    | 1,50  | Concejal  |

### Elecciones municipales de 1996
- Elecciones municipales de 1996, para la alcaldía y concejo municipal de Macul[13]

(Se consideran solo candidatos con sobre el 1,4% de los votos)
| Candidato                   | Pacto                          | Partido | Votos  | %     | Resultado |
| --------------------------- | ------------------------------ | ------- | ------ | ----- | --------- |
| Sergio Puyol Carreño        | Concertación por la Democracia | PDC     | 19 135 | 33,71 | Alcalde   |
| Carlos Herrera Ferrada      | Concertación por la Democracia | PPD     | 5474   | 9,64  | Concejal  |
| Carmen Calderón Porras      | Concertación por la Democracia | PDC     | 5215   | 9,19  | Concejal  |
| Mario Quintana Moya         | Unión por Chile                | RN      | 4071   | 7,17  | Concejal  |
| José Pedro Weinstein Mendel | Unión por Chile                | ILDUD   | 3725   | 6,56  | Concejal  |
| Claudio Fonseca Obando      | Concertación por la Democracia | PS      | 3051   | 5,37  | Concejal  |
| Raúl Gutiérrez Corvalán     | Concertación por la Democracia | PPD     | 2158   | 3,80  | Concejal  |
| José Daroch Martínez        | Unión por Chile                | ILDRN   | 1890   | 3,33  |           |
| Luisa Carrizo Torres        | La Izquierda                   | PC      | 1191   | 2,10  |           |
| Federico Muñoz Rojas        | Concertación por la Democracia | PRSD    | 1000   | 1,76  | Concejal  |
| Ubaldo Concha Mellado       | Independiente (Fuera de pacto) | IND     | 983    | 1,73  |           |
| Gabriel Albornoz Tabali     | Unión por Chile                | ILDRN   | 925    | 1,63  |           |
| Juan Chamorro Blanco        | Concertación por la Democracia | PDC     | 807    | 1,42  | Concejal  |

### Elecciones municipales de 2000
- Elecciones municipales de 2000, para la alcaldía y concejo municipal de Macul[14]

(Se consideran solo candidatos con sobre el 0,5% de los votos)
| Candidato                    | Pacto                                      | Partido | Votos  | %     | Resultado |
| ---------------------------- | ------------------------------------------ | ------- | ------ | ----- | --------- |
| Sergio Puyol Carreño         | Concertación de Partidos por la Democracia | PDC     | 18 716 | 32,30 | Alcalde   |
| María Irene Chadwick Larraín | Alianza por Chile                          | UDI     | 15 482 | 26,72 | Concejal  |
| Carlos Herrera Ferrada       | Concertación de Partidos por la Democracia | PPD     | 5894   | 10,17 | Concejal  |
| Carmen Calderón Porras       | Concertación de Partidos por la Democracia | PDC     | 4084   | 7,05  | Concejal  |
| Claudio Fonseca Obando       | Concertación de Partidos por la Democracia | PS      | 2681   | 4,63  |           |
| Mario Quintana Moya          | Alianza por Chile                          | RN      | 2072   | 3,58  |           |
| Rita Bustamante Frazier      | Concertación por la Democracia             | PPD     | 1936   | 3,34  | Concejal  |
| José Pedro Weinstein Mendel  | Alianza por Chile                          | UDI     | 1334   | 2,30  | Concejal  |
| Eduardo Nieto Orellana       | La Izquierda                               | PC      | 1112   | 1,92  |           |
| Jorge Vieyra Pinto           | Concertación de Partidos por la Democracia | PS      | 628    | 1,08  |           |
| Federico Muñoz Rojas         | Concertación de Partidos por la Democracia | PRSD    | 621    | 1,07  |           |
| Fabiola Asmad Reyes          | Humanistas y Ecologistas                   | PH      | 529    | 0,91  |           |
| Héctor Soto Gallardo         | Concertación de Partidos por la Democracia | PDC     | 451    | 0,78  | Concejal  |
| Gabriel Albornoz Tabali      | Alianza por Chile                          | RN      | 454    | 0,78  |           |
| Juan Aspe Arancibia          | La Izquierda                               | PC      | 409    | 0,71  |           |
| Felipe Hidalgo Bustos        | Alianza por Chile                          | UDI     | 321    | 0,55  | Concejal  |

### Elecciones municipales de 2004
- Elecciones municipales de 2004, para la alcaldía de Macul[15]

| Candidato                 | Pacto                          | Partido | Votos  | %     | Resultado |
| ------------------------- | ------------------------------ | ------- | ------ | ----- | --------- |
| Sergio Puyol Carreño      | Concertación por la Democracia | PDC     | 34 137 | 63,54 | Alcalde   |
| Gabriel Jordán Cruz       | Alianza                        | RN      | 12 190 | 23,49 |           |
| Manuel Jesús Ayala Pastén | Juntos Podemos                 | PC      | 4286   | 7,98  |           |

### Elecciones municipales de 2008
- Elecciones municipales de 2008, para la alcaldía de Macul[16]

| Candidato                       | Pacto                    | Partido | Votos  | %     | Resultado |
| ------------------------------- | ------------------------ | ------- | ------ | ----- | --------- |
| Sergio Puyol Carreño            | Concertación Democrática | PDC     | 34 138 | 65,77 | Alcalde   |
| Eugenio González Aguilo         | Alianza                  | ILE     | 12 190 | 23,49 |           |
| Eliana de Lourdes Rojas Bugueño | Juntos Podemos Más       | PH      | 5577   | 10,74 |           |

### Elecciones municipales de 2012
- Elecciones municipales de 2012, para la alcaldía de Macul[17]

| Candidato                | Pacto                          | Partido | Votos  | %     | Resultado |
| ------------------------ | ------------------------------ | ------- | ------ | ----- | --------- |
| Sergio Puyol Carreño     | Concertación Democrática       | PDC     | 16 436 | 42,68 | Alcalde   |
| Carmen Calderón Porras   | Regionalistas e Independientes | ILB     | 7842   | 20,37 |           |
| Raphael Salaberry Soto   | Coalición                      | UDI     | 6914   | 17,96 |           |
| Gonzalo Montoya Riquelme | El Cambio por Ti               | PRO     | 6289   | 16,36 |           |
| Ubaldo Concha Mellado    | Independiente (Fuera de pacto) | IND     | 1015   | 2,63  |           |

### Elecciones municipales de 2016
- Elecciones municipales de 2016, para la alcaldía de Macul[18]

| Candidato                | Pacto                          | Partido | Votos  | %      | Resultado |
| ------------------------ | ------------------------------ | ------- | ------ | ------ | --------- |
| Sergio Puyol Carreño     | Nueva Mayoría                  | PDC     | 9942   | 33,31% |           |
| Andrés Ugarte Navarrete  | Chile Vamos                    | UDI     | 5445   | 18,24% |           |
| Gonzalo Montoya Riquelme | Independiente (Fuera de pacto) | IND     | 14 464 | 48,45% | Alcalde   |